# Hidetsugu Yagi
Hidetsugu Yagi (八木 秀次 Yagi Hidetsugu?) (28 de enero de 1886-19 de enero de 1976) fue un ingeniero eléctrico japonés. Inventó la Antena Yagi que hoy día lleva su nombre y que es usada mundialmente.

## Invención
La Antena de Yagi es una antena direccional inventada por el Dr. Hidetsugu Yagi de la universidad imperial de Tohoku y su ayudante, el Dr. Shintaro Uda. Esta invención innovadora  combinó una estructura simple con alto rendimiento. Las antenas receptoras de VHF (Very High Frecuencies - Frecuencias Muy Altas), UHF (Ultra High Frecuencies - Frecuencias Ultra Altas) o de EHF (Extremely High Frecuencies - Frecuencias Extremadamente Altas), tales como las Antenas de la TV y enlaces de telefonía, utilizan esta estructura.

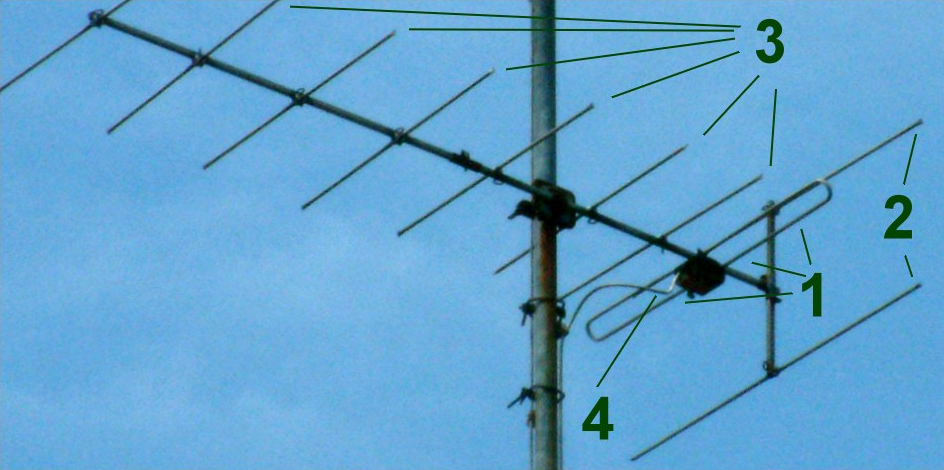
Antena Yagi.

La invención del Dr. Yagi estaba adelantada a su tiempo (Patentada en 1926 (Hace 99 años)[1] y por lo tanto no fue usada en Japón. Sin embargo fue aceptada en Europa y Norteamérica, en donde se la incorporó a la producción comercial. El uso de esta antena en Japón se realizó en la Segunda Guerra Mundial cuando fue descubierto que la invención era utilizada como antena de radar por los aliados.